# Original Nilsen
Original Nilsen är ett musikalbum av Lillebjørn Nilsen från 1982, utgivet av skivbolaget Studio B. Med albumet vann Lillebjørn Nilsen sin andra Spellemannpris som soloartist. Spåret "Tanta til Beate" spelades in med jazzgruppen Hot Club de Norvège.

## Låtlista
Sida 1
1. "Tanta til Beate" – 3:33
2. "Vinterbror" – 2:23
3. "Fin frokost" – 2:49
4. "Crescendo i gågata" – 2:34
5. "Byen jeg kjente som min" ("The Town I Loved So Well" – Phil Coulter/Lillebjørn Nilsen) – 5:55

Sida 2
1. "Hei New York" – 3:05
2. "Blues for Katrine" – 3:14
3. "Jiris sang" – 3:07
4. "Se alltid lyst på livet" – 2:29
5. "God natt Oslo" – 4:42

- Alla låtar skrivna av Lillebjørn Nilsen om inget annat anges.

## Medverkande
Musiker
- Lillebjørn Nilsen – sång, gitarr, munspel, ukulele, bouzouki, tin whistle, mandolin
- Shari Gerber Nilsen – bakgrundssång (på "Crescendo i gågata" och "Hei New York")
- Hot Club de Norvège
  - Jon Larsen – sologitarr (på "Tanta til Beate" och "Fin frokost")
  - Per Frydenlund – gitarr (på "Tanta til Beate")
  - Ivar Brodahl – violin (på "Tanta til Beate")
  - Svein Aarbostad – kontrabas (på "Tanta til Beate")
- Jonas Fjeld – gitarr (på "Byen jeg kjente som min", "Hei New York", "Blues for Katrine", "Jiris sang" och "Se alltid lyst på livet")
- Freddy Lindquist – gitarr (på "Crescendo i gågata", "Hei New York", "Se alltid lyst på livet" och "God natt Oslo")
- Terje Venaas – kontrabas (på "Vinterbror", "Fin frokost", "Crescendo i gågata", "Byen jeg kjente som min" och "God natt Oslo")
- Bent Østebø Johansen – kontrabas (på "Blues for Katrine", "Jiris sang" och "Se alltid lyst på livet")
- Trond Villa – viol (på "Byen jeg kjente som min")
- David Chocron – orgel (på "Vinterbror" och Hei New York"), basgitarr, körsång (på "Hei New York")
- Brynjulf Blix – piano (på "Crescendo i gågata", "Byen jeg kjente som min" och "God natt Oslo")
- Brynjar Hoff – oboe (på "Vinterbror")
- Petter Kateraas – trimpet (på "Hei New York")
- Fred Nøddelund – flygelhorn (på "Hei New York")
- Jens Wendelboe – trombon (på "Hei New York")
- Paolo Vinaccia – trummor (på "Fin frokost", "Hei New York", "Blues for Katrine", "Jiris sang" och "Se alltid lyst på livet")
- Gunnar Aas – trummor (på "Hei New York")

Produktion
- Johnny Sareussen – musikproducent
- Bjørn Lillehagen – ljudtekniker
- Hans-Olav Forsang – foto, omslagsdesign